# Santa Anastasia (Sardara)

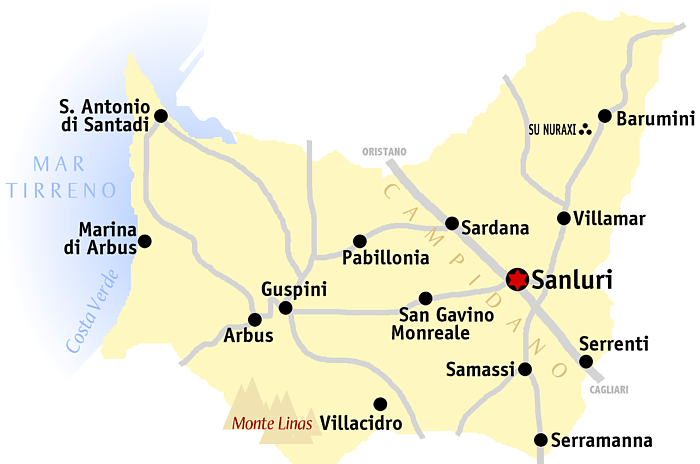
Lage von Sardara im Medio Campidano

Santa Anastasia in Sardara, bei der spätgotischen Kirche Santa Anastasia gelegen, gehört zu den bedeutenden Brunnenheiligtümern (italienisch Pozzo sacro) auf Sardinien. Sardara liegt nahe der SS131 in der Provinz Medio Campidano am Ostrand des Campidano. Das Wasser kommt von der nahe gelegenen kleinen Quelle Sa Mitzixedda. 
Im Jahre 1913 legte Antonio Taramelli einen aus grob zugehauenen Kalksteinblöcken gebauten Brunnentempel frei. Eine 12-stufige Treppe führt in einen intakten tholosartigen gepflasterten Raum von 4 m Durchmesser und etwa 5 m Höhe. In einem weiteren kleinen konischen Brunnenschacht fand man eine große Anzahl Keramiken des 9. und 8. Jahrhunderts v. Chr. im geometrischen Stil. Zwischen 1980 und 2000 vorgenommene Grabungen legen allerdings nahe, dass der zweite Brunnen auf das 13. oder 12. Jahrhundert v. Chr. zu datieren ist. 

Santa Anastasia
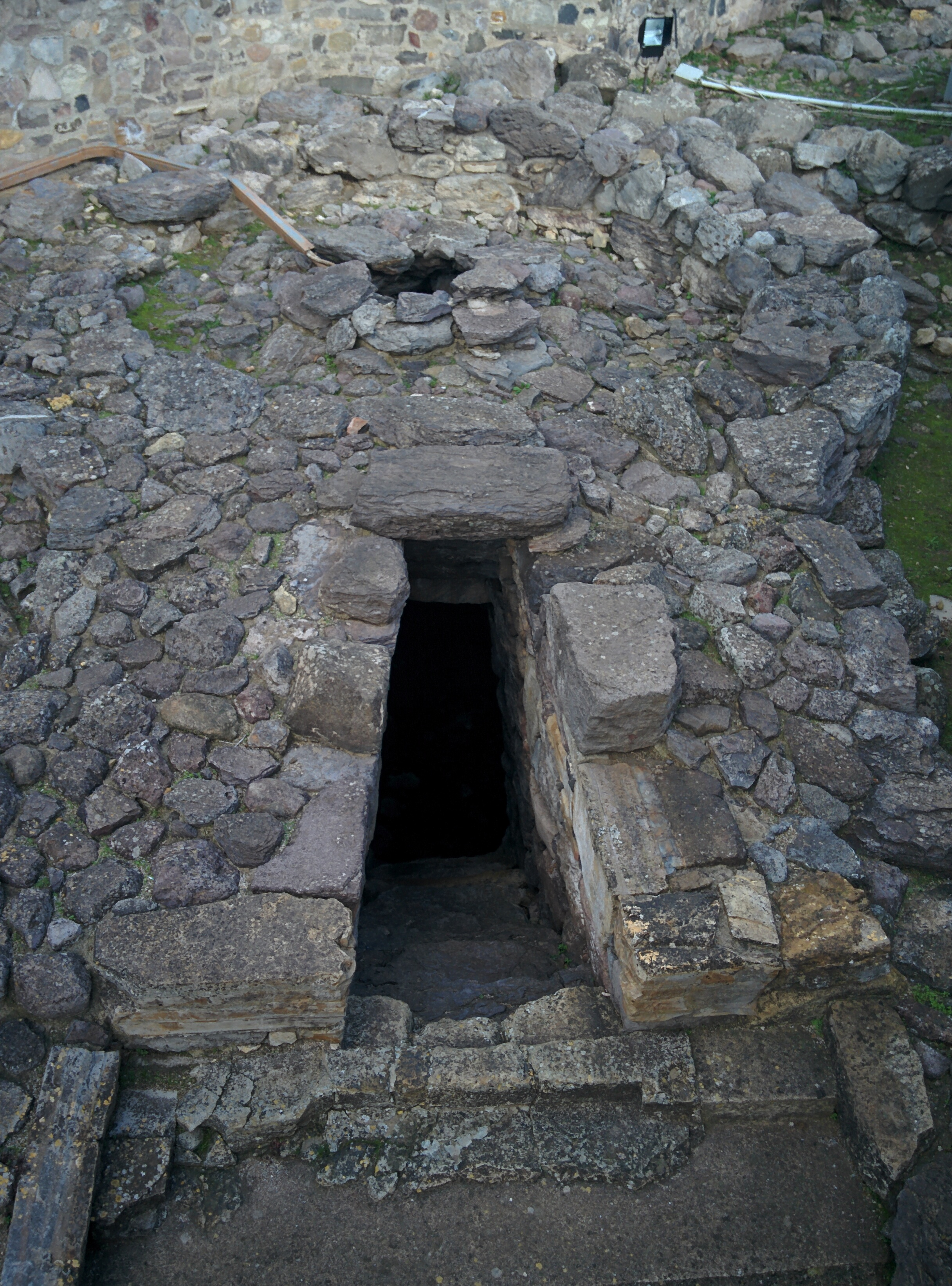
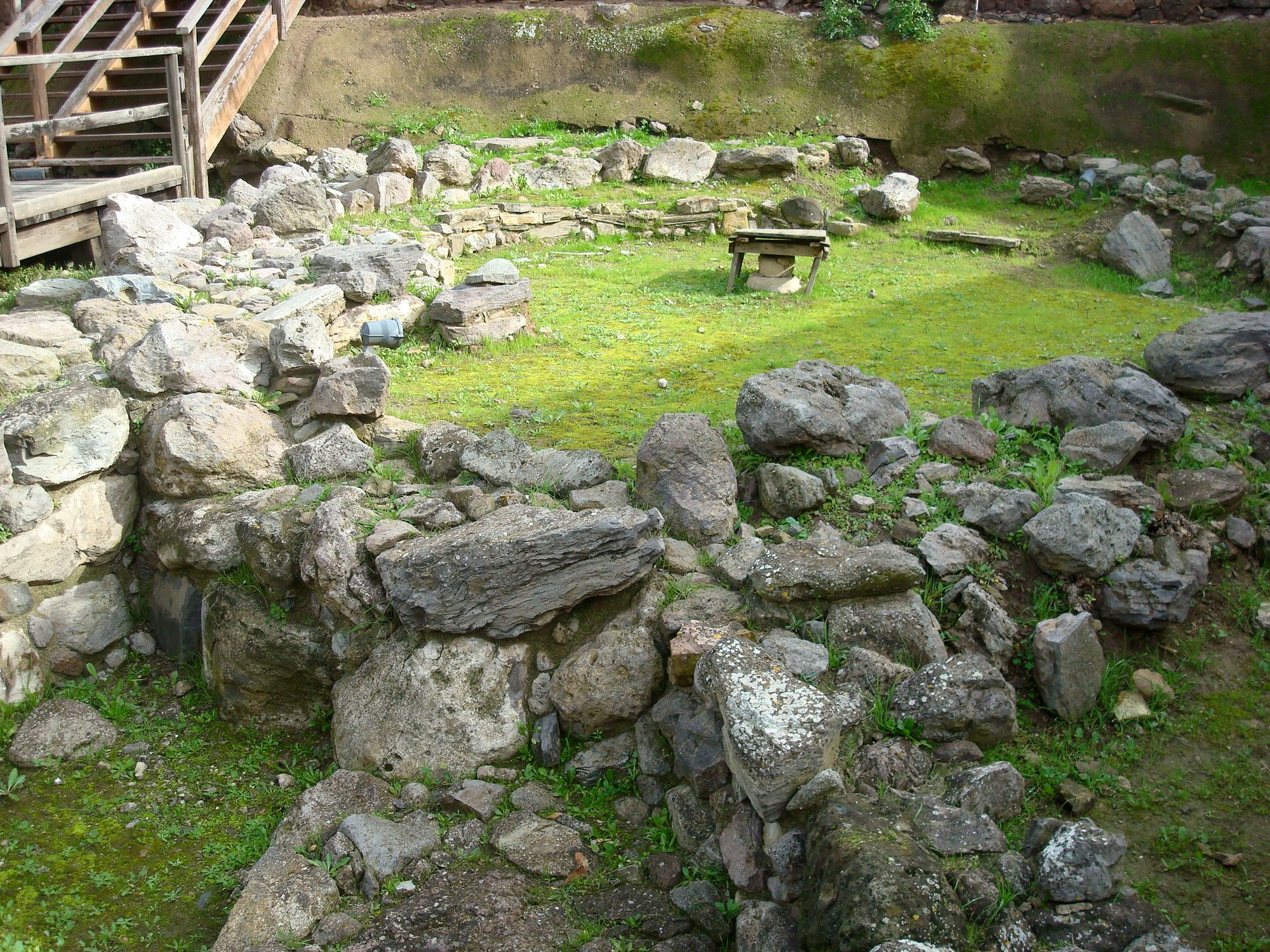
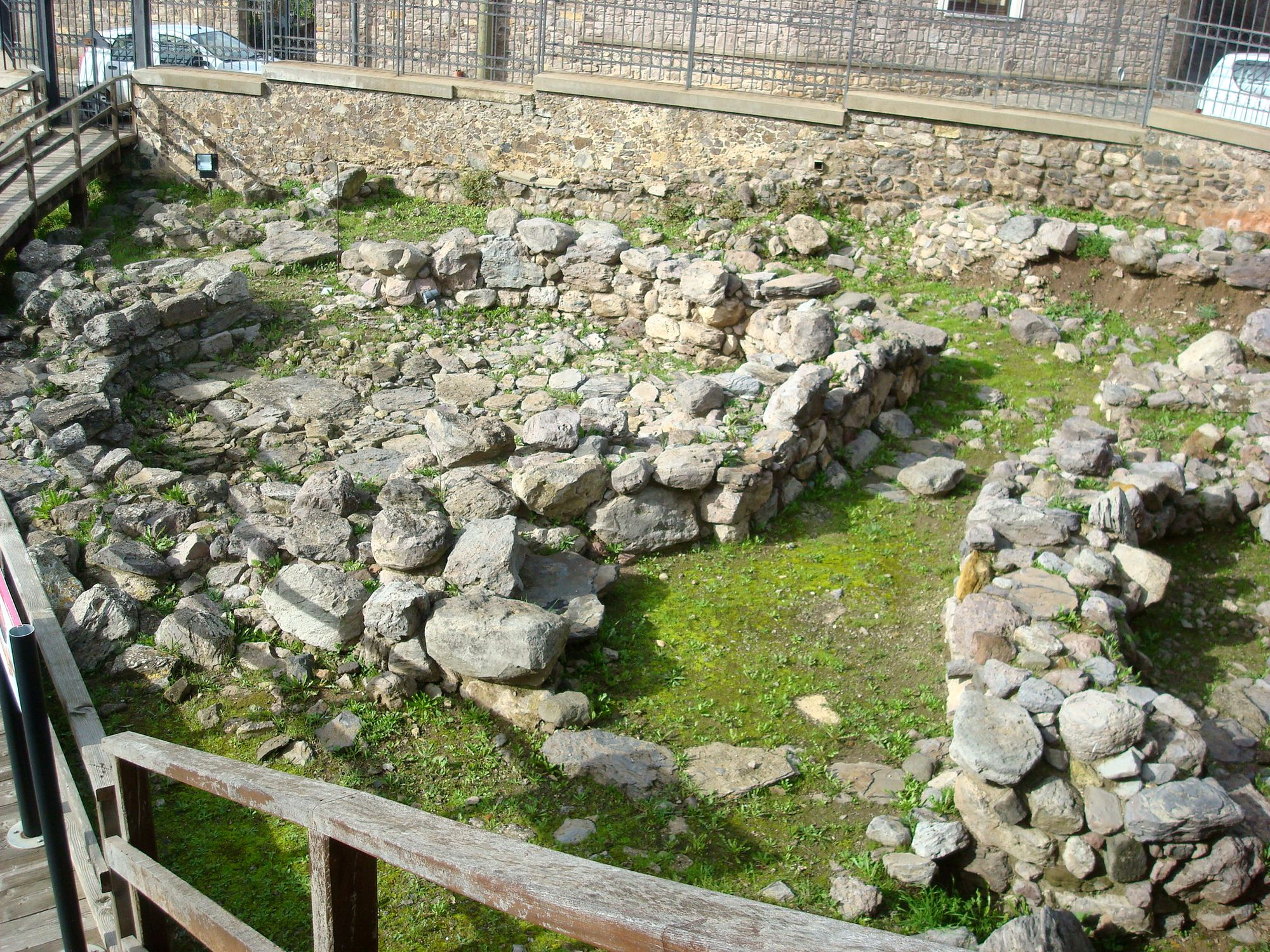
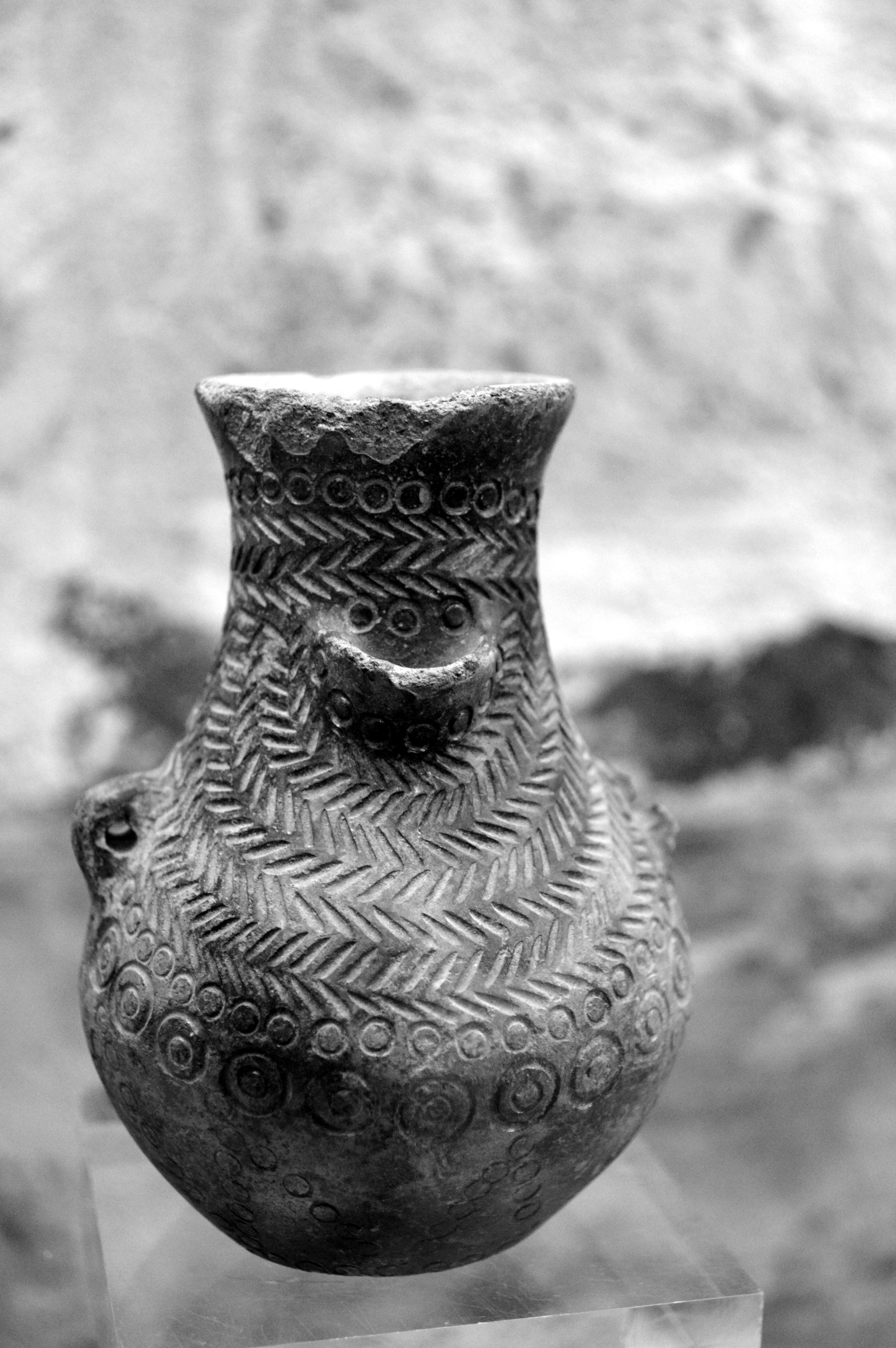
Vase von Sardara
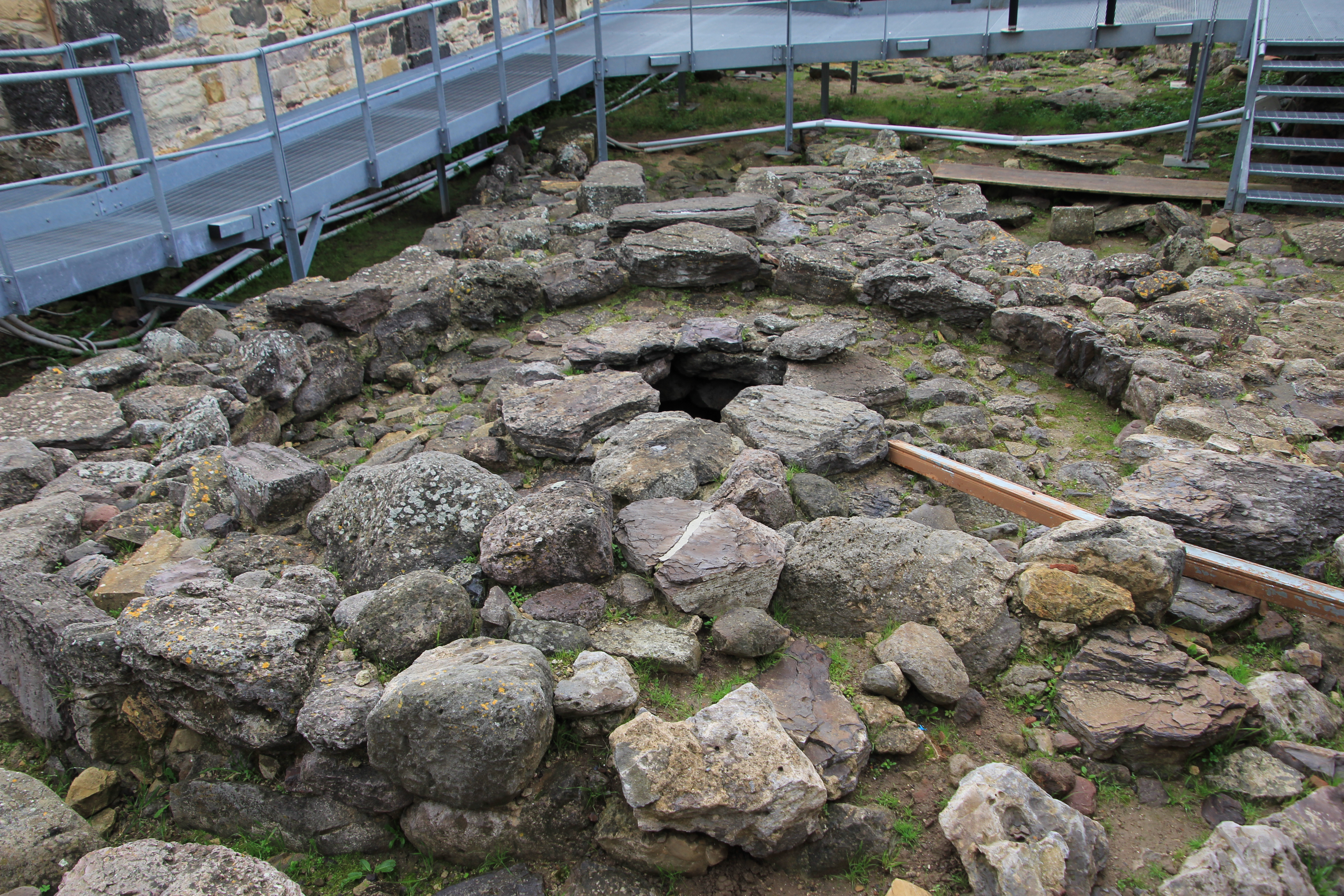

Verzierte Kalkstein- und Trachytblöcke, die zunächst diesem Brunnentempel zugeschrieben wurden, scheinen zu einem an der Begrenzungsmauer entdeckten, dritten Brunnen zu gehören. Hier fand man einen großen, fein gearbeiteten Sandsteinaltar in Form einer Nuraghe, sieben Bleibarren und drei halbkugelförmige zyprische Bronzebecken von 40 cm Durchmesser (eines mit Lotusblüten auf den Henkeln). Ob die Becken aus dem spätmykenischen Zypern des 11. Jahrhunderts v. Chr. stammen oder aus dem phönizischen Zypern des 9. und 8. Jh. v. Chr. importiert wurden, ist umstritten.
Im umliegenden Gebiet wurden Hüttenbasen gefunden, die vermutlich Teil einer Siedlung waren, die aber unter den Häusern und Straßen des Dorfes liegt. In einer Hütte wurde, in der Nähe der Schwelle, ein Keramikbehälter gefunden, in dem zahlreiche Kupferbarren in „Ochsenhautform“ gefunden wurden, die im Mittelmeerraum bekannt sind.
Sardara ist auf Sardinien vor allem durch die Thermalquellen „Terme di Sardara“ (die römischen Acqitae Neapolitanae, bei Ptolemaios) bekannt.